# Cap de Barbaria
Cap de Barbaria este o arie protejată (arie specială de conservare — SAC, sit de importanță comunitară — SCI, arie de protecție specială avifaunistică — SPA) din Spania întinsă pe o suprafață de 2.476,75 ha, integral pe uscat.

## Localizare
Centrul sitului Cap de Barbaria este situat la coordonatele 38°39′12″N 1°23′33″E / 38.6534°N 1.3925°E.

## Înființare
Situl Cap de Barbaria a fost declarat sit de importanță comunitară în iulie 2000 pentru a proteja 1 specie de plante și 20 de specii de animale. Alte tipuri de protecție:
- arie de protecție specială avifaunistică (în martie 2006)[3]
- arie specială de conservare (în mai 2020)[2][4][5]

## Biodiversitate
Situată în ecoregiunile marină mediteraneană și mediteraneană, aria protejată conține 8 habitate naturale: Straturi cu Posidonia (Posidonion oceanicae), Faleze cu vegetație de Limonium spp. endemic de pe coastele mediteraneene, Matorral arborescenți cu Juniperus spp., Stepe sărăturate mediteraneene (Limonietalia), Dune cu vegetație ierboasă Malcolmietalia, Dune cu vegetație ierboasă Brachypodietalia cu specii anuale, Tufărișuri halo-nitrofile (Pegano-Salsoletea), Izvoare petrifiante cu formare de travertin (Cratoneurion).
La baza desemnării sitului se află mai multe specii protejate:
- plante (1): Diplotaxis ibicensis
- păsări (15): alca (Alca torda), fâsă-de-câmp (Anthus campestris), pasărea ogorului (Burhinus oedicnemus), ciocârlie-cu-degete-scurte (Calandrella brachydactyla), Calonectris diomedea, Galerida theklae, Larus audouinii, pescăruș negricios (Larus fuscus), Larus michahellis, pescăruș râzător (Larus ridibundus), Phalacrocorax aristotelis desmarestii, Puffinus puffinus mauretanicus, chiră de mare (Sterna sandvicensis), turturică (Streptopelia turtur), Sylvia sarda
- mamifere (3): liliacul mare cu potcoavă (Rhinolophus ferrumequinum), liliacul mic cu potcoavă (Rhinolophus hipposideros), delfin mare (Tursiops truncatus)
- reptile (2): Caretta caretta, Podarcis pityusensis